# Brunnsbo

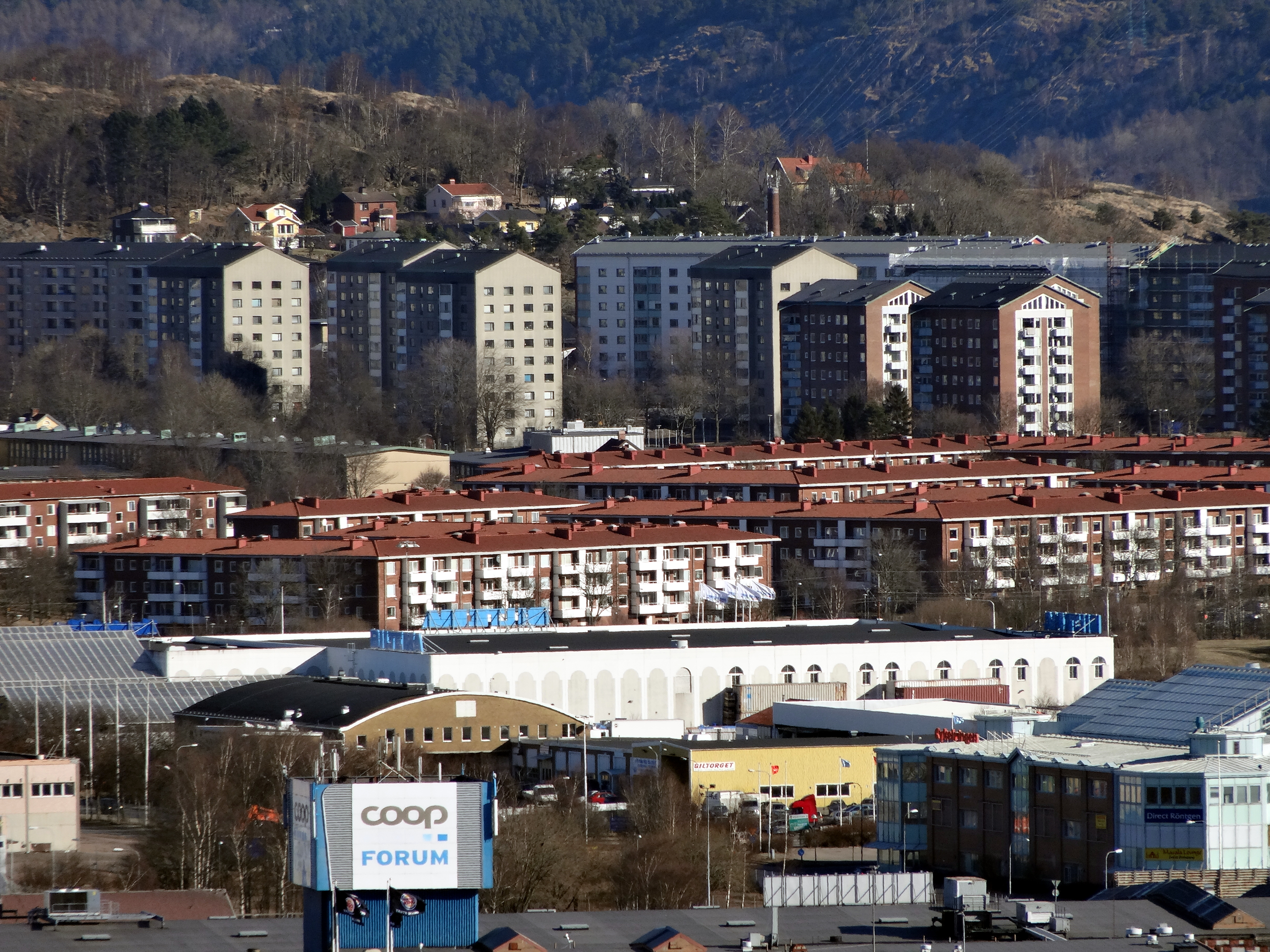
Bostadsbebyggelse i Brunnsbo, mars 2013.

Brunnsbo är ett primärområde i stadsområde Hisingen i Göteborgs kommun och ingår i stadsdelen Backa. Brunnsbo församling, som bildades 1995 genom en utbrytning ur Backa församling och återuppgick dit 2010, hade 5 600 invånare 2009.

## Ortnamnet
Namnet Brunnsbo kommer av villa Brunsbo vid den närbelägna järnvägsövergången. Den ägdes av en ur släkten Brundin, därav namnet. Brunnsbo blev därför arbetsnamnet när området bebyggdes på 1960-talet, och därefter vedertaget. Familjen Brundin hävdar däremot att stavningen med två n i Brunnsbo är felaktig.

## Bebyggelse
Åren 1962-1965 byggdes, bland annat av Göteborgs stads bostadsaktiebolag, omkring 900 lägenheter i 3- och 8-vånings lamellhus, 8-vånings punkthus och radhus.
I området ligger Brunnsbokyrkan, Brunnsbotorget och Brunnsboskolan med Brunnsbo musikklasser. Butikshallen på torget är den enda bevarade av sin typ. Den ritades 1965 för Bostadsbolaget av Sven Brolid. Kyrkan, som 1972 ersatte en prefabricerad vandringskyrka, ritades av Rolf Bergh,

## Nyckeltal

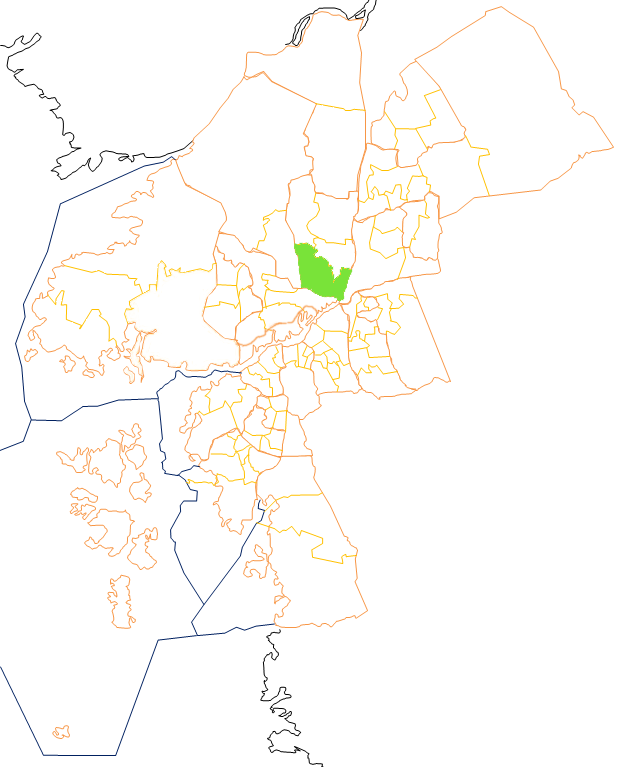
Brunnsbo

Nyckeltalen redovisar statistik som beskriver Göteborg och dess 96 delområden, primärområden, per den 31 december och kan användas för att jämföra de olika områdena. Nedan redovisas uppgifter för primärområdet och jämförelse görs mot uppgifterna för hela kommunen.
|                                                           | Brunnsbo   | Hela Göteborg |
| --------------------------------------------------------- | ---------- | ------------- |
| Folkmängd                                                 | 7 461      | 587 549       |
| Befolkningsförändring 2020–2021                           | -116       | +4 493        |
| Andel födda i utlandet                                    | 40,8 %     | 28,3 %        |
| Andel utrikes födda eller med två utrikes födda föräldrar | 55,6 %     | 38,1 %        |
| Medelinkomst                                              | 291 100 kr | 332 400 kr    |
| Arbetslöshet                                              | 8,0 %      | 6,6 %         |
| Antal ersatta dagar från F-kassan per person (16-64 år)   | 24,3       | 19,5          |
| Andel med eftergymnasial utbildning (minst 3 år)          | 30,5 %     | 37,9 %        |
| Andel bostäder byggda 1961–1970                           | 65,5 %     |               |
| Andel bostäder i allmännyttan                             | 41,0 %     | 25,9 %        |
| Antal färdigställda bostäder 2021                         | 4          |               |
| Andel bostäder i småhus                                   | 32,3 %     | 18,3 %        |

## Stadsområdes- och stadsdelsnämndstillhörighet
Primärområdet tillhörde fram till årsskiftet 2020/2021 stadsdelsnämndsområdet Norra Hisingen och ingår sedan den 1 januari 2021 i stadsområde Hisingen.

## Geografiskt centrum
Göteborgs geografiska centrum ligger i terrängen cirka 700 meter nordväst om Brunnsbotorget på Hisingen (57°44’N, 11°58’Ö).